# Diademodontoidea
Die Diademodontoidea waren eine Gruppe pflanzenfressender Cynodonten, die von der Unteren bis zur Oberen Trias lebten. Fossile Überreste der Tiere wurden in Argentinien, Nordamerika, Afrika, Russland, China und Indien gefunden. Wie die meisten Cynodonten hatten sie verlängerte Eckzähne. Charakteristisch für die Diademodontoidea waren die vergrößerten Zähne hinter den Eckzähnen, die eine genaue Zahn-auf-Zahn Okklusion aufweisen. Dies gilt als Zeichen für eine herbivore Ernährung.
Die Gruppe wird in zwei Familien unterteilt. Die Traversodontidae unterscheiden sich von den Diademodontidae durch ihre einfachere Bezahnung.
- Diademodontoidea
  - Diademodontidae
    - Diademodon
    - Trirachodon

  - Traversodontidae
    - Exaeretodon
    - Luangwa
    - Massetognathus
    - Pascualgnathus
    - Rusconodon